# Paramesius brachypterus
Paramesius brachypterus är en stekelart som beskrevs av Thomson 1858. Paramesius brachypterus ingår i släktet Paramesius, och familjen hyllhornsteklar. Arten är reproducerande i Sverige.